# 大 (姓)
大（たい）は、漢姓の一つ。

## 中国の姓
2020年の中華人民共和国の統計では人数順の上位100姓に入っておらず、台湾の2018年の統計では773番目に多い姓で、36人がいる。

## 朝鮮の姓
大（たい、テ、朝: 대）は、朝鮮人の姓の一つである。

### 著名な人物
- 大祚栄 - 渤海の初代王。
- 大鐸 - 渤海王大諲譔の子。密陽大氏の始祖。
- 大金就 - 高麗高宗時代の人物で大祚栄の父である大仲象（本名：乞乞仲象）の18代孫、大祚栄の17代孫である。金郊（今の黄海北道金川郡）で、モンゴル軍を撃退するのに功を立てる大将軍に任命され永順君に封じられ永順太氏の始祖となった。

### 氏族
渤海国の大祚栄の姓として有名である。渤海が高句麗の昔の領土を回復して隆盛を誇るも、228年に契丹に敗北すると、後裔の大光顕が926年(高麗太祖9年)高麗に帰化して王の姓を下賜され、王継になった。しかし、大光顕の子孫は後ろ王氏姓を捨てて大氏姓に復姓し、朝鮮初期の歴史書である「東国通鑑」に渤海の始祖である「大祚栄」が「太祚榮」に記録された以来、姓氏を大氏から太氏に変えた。今の、北朝鮮と韓国に現存する太氏と大氏は、すべての渤海国の王族の子孫である。渤海国の最後の国王、大諲譔の息子であった大鐸が渤海の遺民たちを率いて高麗に南下して今の密陽に定着して密陽大氏の起源になったと伝えられる。
| 氏族（地域） | 創始者 | 割合 (%) （2000年） |
| ------------ | ------ | ------------------- |
| 大山大氏     |        |                     |
| 密陽大氏     | 大鐸   | 492人               |

2015年時点で大氏のうち、636人は密陽大氏、残りの10人の本貫は不明。

### 人口と割合
| 年度   | 人口  | 世帯数 | 順位         | 割合 |
| ------ | ----- | ------ | ------------ | ---- |
| 1930年 |       | 12世帯 |              |      |
| 1960年 | 264人 |        | 258姓中168位 |      |
| 1985年 |       |        | 274姓中178位 |      |
| 2000年 | 606人 |        |              |      |
| 2015年 | 646人 |        |              |      |